# Canthidium deplanatum
Canthidium deplanatum е вид бръмбар от семейство Листороги бръмбари (Scarabaeidae).

## Разпространение
Този вид е разпространен в Колумбия.